# Щепилло, Михаил Алексеевич
Михаил Алексеевич Щепилло (? — 1826) — декабрист, поручик, участник восстания Черниговского полка.

## Биография
Входил в Общество соединённых славян, впоследствии слившееся с Южным обществом. После поражения восстания на Сенатской площади вместе с другими офицерами Черниговского полка — А. Д. Кузьминым, В. Н. Соловьёвым и И. И. Сухиновым 29 декабря 1825 года принял участие в освобождении арестованного С. И. Муравьёва-Апостола в селе Трилесы, при этом совершив нападение на командира полка Густава Гебеля, после чего принял участие в восстании полка. Во время восстания Щепилло руководил разведкой и командовал 6-й мушкетёрской ротой, возглавляя авангард повстанцев. Погиб в бою возле Устимовки 3 января 1826 года, похоронен в общей могиле с А. Д. Кузьминым и И. И. Муравьёвым-Апостолом.

## Образ в кино
- «Союз спасения» — актёр Кирилл Кузнецов